# 南 (春日部市)
南（みなみ）は、埼玉県春日部市の町名。現行行政地名は南一丁目から南五丁目。住居表示実施地区。郵便番号は344-0064。

## 地理
埼玉県の東部地域で、春日部市中央部に位置する地区である。春日部駅西南側から一ノ割駅近辺まで東武伊勢崎線（東武スカイツリーライン）に沿った南北に細長い町域を持つ。北側で粕壁東に、東側で緑町に、南側で一ノ割に、西側で大沼に、北西側で中央および粕壁に隣接する。西部を会之堀川が流れる。
北端の県地域産業文化センター候補地は、長きにわたって草地のまま放置されていたが、2007年（平成19年）にララガーデン春日部が、2011年（平成23年）に東部地域振興ふれあい拠点施設（ふれあいキューブ）が開業した。

### 河川

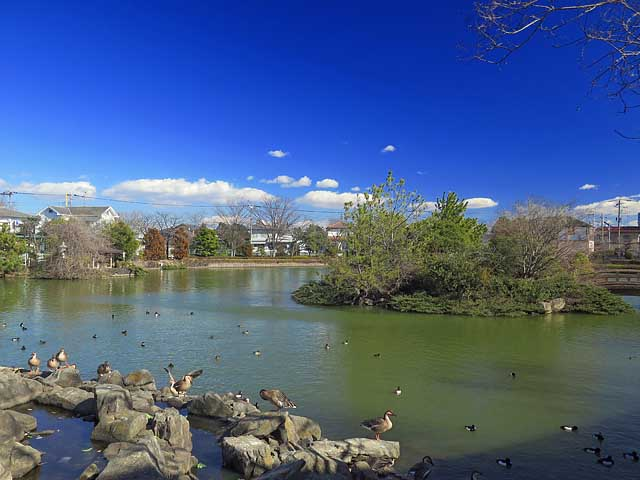
大池親水公園の大池

- 会之堀川
- 新宿堀

### 池沼
- 大池

### 地価
住宅地の地価は、2018年（平成30年）7月の公示地価によれば、南三丁目10番22号の地点で9万9700円/m2となっている。

## 歴史
- 1976年（昭和51年）6月1日 - 住居表示実施により、春日部市大字内牧の一部から南一丁目 - 五丁目が成立[6][7]。
- 2005年（平成17年）10月1日 - 春日部市が北葛飾郡庄和町と合併し、新たな春日部市が発足、同市の町丁となる。

## 世帯数と人口
2017年（平成29年）10月1日時点の世帯数と人口は、以下のとおりである。
| 丁目     | 世帯数    | 人口    |
| -------- | --------- | ------- |
| 南一丁目 | 602世帯   | 1,264人 |
| 南二丁目 | 563世帯   | 1,393人 |
| 南三丁目 | 1,070世帯 | 2,288人 |
| 南四丁目 | 1,340世帯 | 2,814人 |
| 南五丁目 | 590世帯   | 1,353人 |
| 計       | 4,165世帯 | 9,112人 |

## 小・中学校の学区
市立小・中学校に通う場合、学区は以下のとおりとなる。
| 丁目     | 区域 | 小学校               | 中学校               |
| -------- | ---- | -------------------- | -------------------- |
| 南一丁目 | 全域 | 春日部市立粕壁小学校 | 春日部市立大沼中学校 |
| 南二丁目 | 全域 | 春日部市立上沖小学校 | 春日部市立大沼中学校 |
| 南三丁目 | 全域 | 春日部市立上沖小学校 | 春日部市立大沼中学校 |
| 南四丁目 | 全域 | 春日部市立上沖小学校 | 春日部市立大沼中学校 |
| 南五丁目 | 全域 | 春日部市立上沖小学校 | 春日部市立大沼中学校 |

## 交通

### 鉄道
- 東武伊勢崎線（東武スカイツリーライン）
- 東武野田線（東武アーバンパークライン）
  - 春日部駅留置線が町域北端に置かれ、列車の折り返しに使用される。

### 道路
地区内に国道および主要地方道・一般県道は通っていない。
- 市道1-24号線
- 市道2-34号線 - ふれあいキューブ北側から大池東側を通り、町域を南北に縦貫する。

## 施設

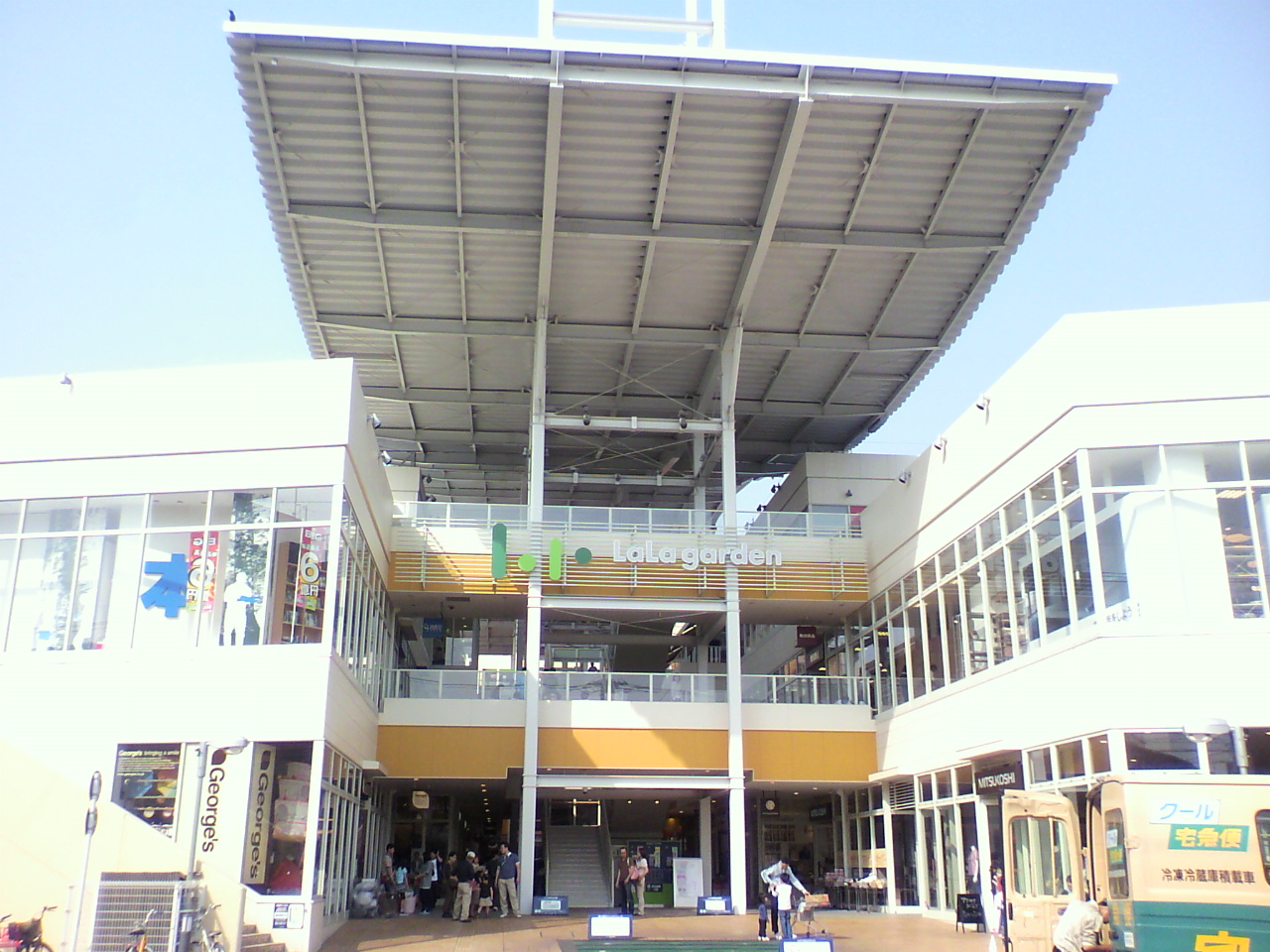
ララガーデン春日部

- 東部地域振興ふれあい拠点施設 - 愛称「ふれあいキューブ」。
  - 春日部コンベンションホール
- 春日部市コミュニティーセンター
  - 春日部市粕壁南公民館
- 春日部労働基準監督署
- ひかり第二幼稚園
- 大池親水公園（大池憩いの家）
- 南公園
- ララガーデン春日部
- JA南彩春日部
- JA南彩春日部営農経済センター
- 浄土宗崇蓮寺
- 元新宿八幡神社